# جرج اس. هاموند
جرج اس. هاموند (انگلیسی: George S. Hammond؛ زاده ۲۲ مهٔ ۱۹۲۱ درگذشته ۵ اکتبر ۲۰۰۵) یک شیمی‌دان اهل ایالات متحده آمریکا بود که در دانشگاه ایالتی آیووا و مؤسسه فناوری کالیفرنیا تدریس می‌کرد